# Коронавирусна болест
Коронавирусна болест (акроним COVID) коронавирусни респираторни синдром, коронавирусна пнеумонија, коронавирусни грип или било која друга варијанта болести коју изазивају чланови групе коронавируса (КоВ) је вирусна инфекција која се клинички манифестује у распону од благе прехладе до тежих респираторних болести и смртног исхода.
Процењује се да вируси из ове групе проузрокују око половину свих досадашњих респираторних инфекција код човека.

## Микробиологија
Коронавируси су породица вируса названа по омотачу налик круни која се налазе на њиховој површини. Они носе свој генетски материјал у појединачним ланцима РНК, а не у ДНК. Они инфицирају различите домаћине — људе и животиње, изазивајући углавном горње респираторне симптоме, сличне класичном грипу или као што је класична прехлада.
Донедавно су била познато само два коронавируса која су узроковала тешку коронавирусну болест код људи: тешки акутни респираторни синдром, или САРС, који је идентификован у људи 2002. године, блискоисточни акутни респираторни синдром или МЕРС, идентификован 2012. године и 2019. године откривену коронавирусна болест COVID-19 или 2019-nCoV. изазвану вирусом SARS-CoV-2. која узрокује тренутно трећу циркулирајућу коронавирусну болест у свету.

## Облици болести

### Тешки акутни респираторни синдром
Тешки акутни респираторни синдром  (акроним SARS, енг. Severe Acute Respiratory Syndrome)  — болест је изазвана сојем SARS-CoV. први пут се појавила у епидемији 2002—2004. године у Кини, и од тада се повремено понављала. Изазвао је више од 8 000 случајева у 33 земље у периоду од осам месеци. Свака десета особа оболела од SARS умрла је.

### Блискоисточни акутни респираторни синдром
Блискоисточни акутни респираторни синдром  (MERS) — болест је изазвана сојем MERS-CoV. Први пут се појавила у епидемији 2002—2004. године у Саудијској Арабији.

### Коронавирусна болест 2019
Коронавирусна болест 2019.  (COVID-19 или 2019-nCoV) — болест је изазвана сојем SARS-CoV-2, који пре тога није идентификован код људи. Нови коронавирус откривен је у Кини и генетски је уско повезан са вирусом SARS-CoV-1. Први пут се појавила у епидемији која је започела с краја 2019. године у Кини. Истраживање из Кинеског центра за контролу болести указује да око 80% оболелих осећа благе симптоме, око 15% пацијената тешке, док је 5% пацијената у критичном стању.
Нови случајеви се сада откривају у Европи и широм света. Како се вируси који изазивају коронавирусну болест и сезонски грип преносе са особе на особу они могу да изазову сличне симптоме, али су уједно ова два вируса веома различита и не понашају се на исти начин. СЗО процењује да између 15.000 и 75.000 људи прерано умре због узрока повезаних са сезонским грипом сваке године у Европској унији, Великој Британији, Норвешкој, Исланду и Лихтенштајну. То је отприлике 1 на сваких 1.000 људи који су заражени. За поређење, тренутна процењена стопа смртности од коронавирусне болести износи 20-30 на 1.000 људи.
Упркос релативно ниској стопи смртности од сезонског грипа, број људи који умиру од ове болести је висок због великог броја оних који оболевају сваке године. Забринутост обољевања од коронавирусне болести за разлику од грипа, је већа зато што не постоји вакцина и не постоји специфичан третман за ову болест. Како се ради о новом вирусу, нико нема претходни имунитет, за разлику од грипа, што у теорији значи да је цела људска популација потенцијално подложнија инфекцији коронавирусом.

## Диференцијално дијагностичке разлике
| Карактеристике заражених пацијената SARS-CoV-2, MERS-CoV, SARS-CoV | Карактеристике заражених пацијената SARS-CoV-2, MERS-CoV, SARS-CoV | Карактеристике заражених пацијената SARS-CoV-2, MERS-CoV, SARS-CoV | Карактеристике заражених пацијената SARS-CoV-2, MERS-CoV, SARS-CoV |
| Болест                                                             | SARS-CoV-2                                                         | MERS-CoV                                                           | SARS-CoV                                                           |
| Слика                                                              |                                                                    |                                                                    |                                                                    |
| Демографија                                                        | Демографија                                                        | Демографија                                                        | Демографија                                                        |
| ------------------------------------------------------------------ | ------------------------------------------------------------------ | ------------------------------------------------------------------ | ------------------------------------------------------------------ |
| Време откривања                                                    | Децембар 2019                                                      | Јуни 2012                                                          | Новембар 2002                                                      |
| Место откривања                                                    | Вухан, Кина                                                        | Џеда, Саудијска Арабија                                            | Гуангдунг, Кина                                                    |
| Просек старости                                                    | 49                                                                 | 56                                                                 | 39.9                                                               |
| Старосна доб                                                       | 21–76                                                              | 14–94                                                              | 1–91                                                               |
| Мушко : женски однос                                               | 2.7:1                                                              | 3.3:1                                                              | 1:1.25                                                             |
| Потврђени случајеви                                                | 80.423                                                             | 2.494                                                              | 8.096                                                              |
| Број смртних случајева                                             | 2,708 (3.4%)                                                       | 858 (37%)                                                          | 744 (10%)                                                          |
| Здравствених радника                                               | 16                                                                 | 9.8%                                                               | 23.1%                                                              |
| Симптоми                                                           |                                                                    |                                                                    |                                                                    |
| Температура                                                        | 40 (98%)                                                           | 98%                                                                | 99–100%                                                            |
| Суви кашаљ                                                         | 31 (76%)                                                           | 47%                                                                | 29–75%                                                             |
| Диспнеја                                                           | 22 (55%)                                                           | 72%                                                                | 40–42%                                                             |
| Дијареја                                                           | 1 (3%)                                                             | 26%                                                                | 20–25%                                                             |
| Упаљено грло                                                       | 0                                                                  | 21%                                                                | 13–25%                                                             |
| Вентилациона подршка                                               | 9.8%                                                               | 80%                                                                | 14–20%                                                             |

## Алтернативне процене стручњака
Неколико академика и стручњака сматра да је степен опасности потцењен, а мере за заштиту људи од болести су неадекватне, што је резултовало разбуктавањем епидемија у неколико наврата и појавом нових (вирулентнијих) сојева вируса.

## Галерија
- SARS-CoV-2
- SARS-CoV-2
- MERS-CoV
- Хумани коронавирус HKU1